# Clima de Colombia

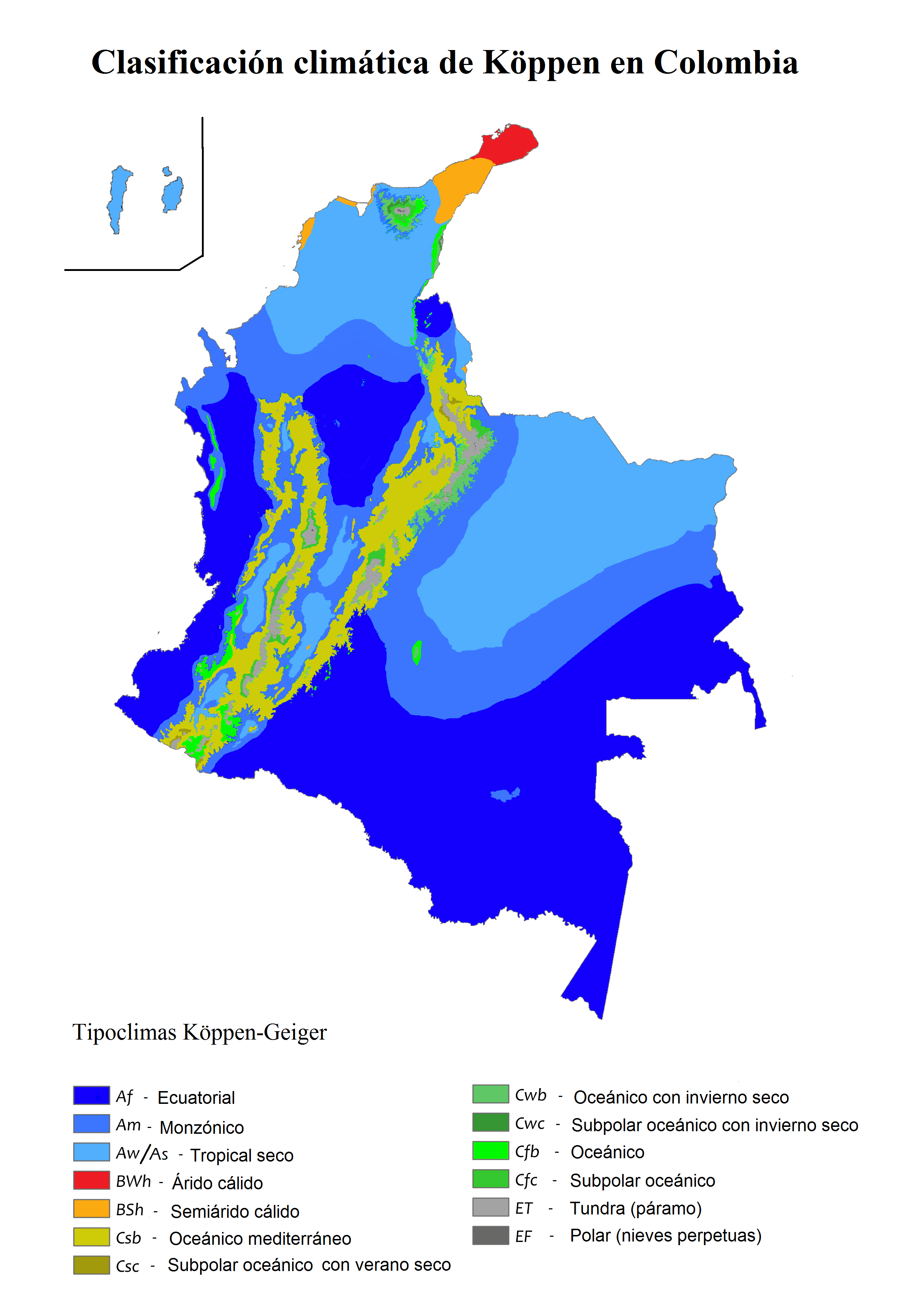
Mapa según el esquema de Köppen en Colombia.
Clima ecuatorial lluvioso
Clima tropical monzónico o subecuatorial
Clima tropical de sabana
Clima árido cálido o desértico cálido
Clima semiárido cálido
Clima ecuatorial de montaña
Clima templado húmedo de montaña
Clima de montaña subpolar
Clima de tundra alpina

El clima de Colombia  está determinado por aspectos geográficos y atmosféricos tales como precipitaciones, intensidad, radiación solar, temperatura, sistemas de vientos, latitud, altitud, continentalidad y humedad atmosférica. Los mismos generan un amplio mosaico de climas y microclimas en Colombia, que van desde los más calurosos (30 °C en las costas y llanuras) hasta los más fríos, con temperaturas bajo 0 °C en los picos de las montañas de la Cordillera de los Andes y la Sierra Nevada de Santa Marta.
El sistema montañoso Andino presenta la mayor variedad de clima determinado casi principalmente por la altitud y sus pisos térmicos, clasificados en climas cálidos o tierra caliente (alturas inferiores a 1000 m s. n. m. y temperatura superior a 23 °C), templado o tierra templada (entre 1000 y 2000 m .s.  temperatura entre 17 y 23 °C), frío o tierra fría (de 2000 m s. n. m. temperatura 12 a 18 °C, páramo (tierras a más de 3200 m s. n. m. con temperaturas inferiores a 12 °C) y nieves perpetuas, menos de 0 °C). En general, la zona habitada del país tiene un clima cálido y templado y en ciudades medianas o grandes a más de 2000 metros de altitud. Bogotá es una de las ciudades más altas del mundo (2,640 m s. n. m.) y presenta un clima templado de montaña oceánico-mediterráneo atípico de su latitud ecuatorial. 
Al tener una latitud tan baja no se presentan las cuatro estaciones (verano, invierno, otoño, primavera), como se ve más abajo la variación térmica es casi insignificante a lo largo de todo el año (menos de 4° de diferencia entre mes más cálido y más frío, fenómeno denominado isotermia, todo el territorio nacional es isotérmico). Su ubicación en el hemisferio norte permite una semejanza de condiciones climáticas con la zona templada norte, como meses más cálidos y soleados entre mayo y septiembre (verano boreal), y los más fríos entre noviembre y febrero (invierno boreal), no obstante, en la Región de la Orinoquía y la Amazonía las condiciones se parecen más al hemisferio sur, meses más cálidos entre noviembre y marzo (verano austral), y meses más fríos entre mayo y septiembre (invierno austral), aunque estas diferencias son imperceptibles. A pesar de la no existencia de estaciones, es común entre la población el uso del término verano para nombrar la estación seca e invierno para denominar a la lluviosa.
La zona de convergencia intertropical, donde los vientos cálidos y húmedos de las latitudes del norte y sur chocan, forman una cadena de nubes que varía durante el verano del Hemisferio Norte, y su posición más al sur (latitud 1º N) durante el mes de abril genera en Colombia efectos de viento y humedad, produciendo dos periodos de lluvias intensas, llamado «invierno» y otros dos de sequía o lluvias esporádicas, llamado «verano» incluyendo el llamado Veranillo de San Juan.
El régimen de precipitaciones es por lo general no bimodal (dos estaciones secas y dos lluviosas), siendo las excepciones el piedemonte llanero y amazónico y algunas zonas de la Orinoquía donde hay un régimen monomodal (una estación seca y una lluviosa), y las zonas selváticas del Pacífico y la Amazonía donde no hay estación seca.
Por su posición geográfica, el país es afectado constantemente por el fenómeno del Niño y la Niña, lo que afecta notablemente las condiciones meteorológicas, en particular cuando estos son catalogados como fuertes o severos. Cuando El Niño ocurre, se incrementa la insolación y disminuyen las lluvias, dándose sequías e incremento de las temperaturas. Cuando su contraparte La Niña se presenta, las lluvias se vuelven constantes y torrenciales. Esto puede darse sin importar otros elementos, por lo que puede haber años donde las estaciones lluviosa y seca se vean reducidas o extendidas.

## Tipos de climas según la clasificación de Köppen-Geiger
Según la clasificación climática de Koppen, en Colombia se presentan los climas tropicales hasta los polares de altitud pasando por climas secos y templados de montaña, con la ausencia absoluta de los climas continentales, ya que está dentro de la zona intertropical donde la radiación solar llega directamente y las latitudes no permiten la formación de tales climas.
Consiste en una clasificación climática natural mundial que identifica cinco tipos de clima principales, subdivididos en un total de treinta clases con una serie de letras que indican el comportamiento de las temperaturas y precipitaciones que caracterizan cada clima y con ello el tipo de vegetación existente en ellas.
Porcentaje aproximado de climas del territorio del país según Koppen-Geiger:
Climas tropicales A:
1. Clima ecuatorial o tropical húmedo Af: 25%
2. Clima monzónico o subecuatorial Am: 18%
3. Clima de sabana Aw y As: 18%

Climas secos B:
1. Clima semiárido cálido tropical  BShx: 4%
2. Clima árido cálido tropical BWhn: 1%

Ausencia en Colombia de clima árido frío BWk y de clima semiárido frío BSk.
Climas templados de altitud Ci:
1. Clima húmedo de montaña Cfbi: 8%
2. Clima ecuatorial de montaña Csbi: 22%

Ausencia en Colombia de clima subtropical húmedo tipo Cfa - Cwa y de clima mediterráneo tipo Csa y de climas templados propiamente dichos en general
Climas continentales D: 
Ausencia en Colombia de todo tipo de clima continental. 0%
Climas polares de altura EH:
1. Clima de tundra alpina de páramo ETH: 0,05%
2. Clima gélido de altura o nival EFH: 0,001%

### Descripción
Climas tropicales A: Se subdividen en ecuatorial, tropical de sabana y tropical monzónico. Pueden identificarse con el piso térmico cálido, a excepción de algunas zonas donde el monzónico no supera los 23 °C de media.
- Clima ecuatorial: O tropical húmedo Af, es un clima caracterizado por sus precipitaciones constantes, donde no existe una estación seca, precipitaciones superiores a 2500mm, y temperaturas medias mensuales por encima de los 23 °C todo el año. Su altitud no suele superar los 1.000m s. n. m. La vegetación típica es el bosque tropical húmedo (selva tropical), de gran frondosidad y diversidad natural. Se puede encontrar en la Región del Pacífico y de la Amazonía principalmente, dentro de la Región Andina se ubica en ciertos sectores del Magdalena Medio, norte y este de Antioquia, oeste de Santander, la región del Catatumbo, y el Sur de Bolívar.  Algunas ciudades con este clima: Buenaventura, Tumaco, Guapi, Quibdó, Florencia, Mocoa, Leticia, Inírida.

- Clima monzónico: Am Este tipoclima es bastante común, se diferencia por sus temperaturas medias siempre superiores a 18 °C como todo clima tropical, y un régimen de lluvias con dos o una (depende si es monomodal o bimodal) estación seca débil, con algún mes debajo de los 100mm, con precipitaciones anuales entre 2000mm y 6000mm. La vegetación común es el bosque tropical seco, o bosque subandino (premontano). Se ubica en altitud no superior a los 1.500m s. n. m. Se encuentra ubicado en los lugares de transición entre el clima ecuatorial y el tropical de sabana así como entre los templados y tropicales. El Valle del Magdalena, el piedemonte llanero, el límite entre la Región Andina y Caribe, algunas zonas del valle del Río Cauca, Antioquia y parte del Eje Cafetero son un buen ejemplo de este clima (nótese que las temperaturas no son tan altas en estos dos últimos lugares pero comparten clasificación, esto debido a la indiscriminacion de temperaturas en la categoría A de climas tropicales en el sistema de Köppen). Ejemplo de ciudades con este clima: Villavicencio, Yopal, Barrancabermeja, Caucasia, La Dorada, Puerto Boyacá, Girardot, San Vicente del Caguán, San José del Guaviare (temperaturas desde 25 °C). Medellín, Pereira, Armenia, Dosquebradas (temperaturas entre 17 °C y 24 °C).

- Clima tropical de sabana: tipo Aw (verano húmedo). Clima con estación seca muy marcada y diferenciada, con estación lluviosa fuerte pero corta, que coincide con los meses más cálidos. Sus temperaturas son superiores a los 24 °C, precipitaciones entre los 700mm y 2000mm. De altitudes inferiores a los 1.000m s. n. m. La vegetación típica es el ecosistema de sabana, principalmente arbórea, aunque también se halla en grandes pastizales (herbácea). Es habitual encontrar este tipo de clima en los Llanos Orientales y la Región Caribe, regiones donde es el clima dominante. Ciudades donde se da: Barranquilla, Cartagena de Indias, Valledupar, Montería, Sincelejo, Mompox, Magangué, Tolú, Arauca, Puerto Carreño.

- Clima tropical de sabana: tipo As (verano seco). Es un subtipo del anterior, la diferencia radica en que la estación seca se da en los meses más cálidos, mientras que las lluvias coinciden con los más frescos. Sus temperaturas suelen ser igual de cálidas (mayor a 23 °C) y precipitaciones entre 700mm y 1500mm. La altitud es inferior a los 1.500m s. n. m. Su más representativa vegetación es el bosque tropical seco y el bosque subandino o premontano. El Valle del Cauca, partes de Huila y Tolima, zonas cálidas de Cundinamarca y el Eje Cafetero, Los Santanderes, presentan esta variedad. Lugares donde se da: Cali, Neiva, Ocaña, Buga, Tuluá, Palmira, Jamundí, Bucaramanga, Floridablanca, Piedecuesta.

Climas secos B: Se dividen en dos: áridos (BW) y semiáridos (BS), fríos o cálidos, presentándose en el país solo la variante cálida y tropical de ambos. Se englobarían dentro del piso térmico cálido.
- Clima semiárido tropical: BShx. También llamado semidesértico. Un clima con altitud inferior a 1.000m s. n. m., escasas lluvias, en una estación húmeda poco marcada y corta, vegetación de estepa o sabana así como matorral xerófilo, las temperaturas superan los 25 °C y se presenta una alta radiación solar. Las precipitaciones son menores a los 700mm. Se puede hallar en La Guajira, norte del Cesar, Magdalena, norte de Bolívar y ciertos enclaves en el interior como la Tatacoa en Huila o el semidesierto de Occidente en Antioquia. Algunos lugares donde se encuentra: Cúcuta, Santa Marta, Urumita, Riohacha, San Juan del Cesar.

- Clima árido tropical: BWhn. Conocido como desértico, es un clima que solo puede encontrarse en la Alta Guajira a altitudes menores a 1.000m s. n. m., en su desierto homónimo, con temperaturas altas superiores a 28 °C, precipitaciones muy escasas, inferiores a los 400mm, y al igual que el anterior una radiación solar elevada, la vegetación es inexistente o solo se compone de pequeños matorrales y arbustos. Ciudades donde se da: Maicao, Manaure, Uribia.

Climas templados C: Los más variados climas del país, se subdividen en húmedos, subhúmedos o monzónicos y mediterráneos, no obstante, en Colombia, al igual que en toda la zona intertropical se presenta la variante isotérmica de los mismos (templados de montaña, se diferencia añadiendo una "i" al final). Muchas veces se clasifican directamente como Cfb o Csb sin la adecuada diferenciación. Como su nombre lo indica coinciden dentro del piso térmico templado, aunque muchos también lo están en el piso frío si no superan los 17 °C de temperatura media.
- Clima templado húmedo de montaña: Identificado con la letra Cfbi, es un tipoclima que se caracteriza por temperaturas medias entre los 10 °C y los 20 °C, suelen tener precipitaciones constantes sin que haya estación seca definida. Se ubican en ciertas zonas de la Región Andina entre los 1.500m s. n. m. y 3.500m s. n. m., así como en la Sierra Nevada de Santa Marta, la Serranía del Baudó y la Sierra de la Macarena. La vegetación suelen ser los bosques andinos de montaña. Precipitaciones entre los 1.000mm y 3.000mm. Es poco común debido a que es raro la ausencia de estación seca en el país. Algunos sitios donde se presenta: Flanco este de la Cordillera Oriental, zonas medias de la Sierra Nevada de Santa Marta.

- Clima ecuatorial de montaña: Csbi Es la variante del clima oceánico mediterráneo que se presenta en el país. Se ubica dentro del piso térmico frío y templado, entre los 1.500m s. n. m. y 3.000m s. n. m., temperaturas entre los 12 °C y 20 °C. La vegetación de este clima está conformada por la sabana arbolada de montaña y a mayor altitud por los bosques andinos y nubosos. Puede encontrarse en las tres cordilleras (Occidental, Central y Oriental), en sitios tan puntuales como el Altiplano Cundiboyacense, Altiplano Nariñense, Serranía de Perijá, Altiplano de Oriente, etc. Se caracteriza porque sus estaciones secas coinciden con los meses más cálidos y soleados, mientras las temporadas de lluvias presentan temperaturas variables. Ciudades donde se da: Bogotá, Tunja, Pasto, Manizales, Sogamoso, Duitama, Villa de Leyva, Popayán, Fusagasugá, Soacha, Facatativá, Zipaquirá, Vélez, Rionegro, Túquerres, Pamplona.

Climas polares o fríos E: No debe confundirse con el término de piso térmico frío, que comúnmente se le asigna a lugares como Bogotá, (que se ubican en las anteriores categorías). El clima polar hace referencia a dos tipos de climas, el clima de tundra y el clima gélido.
- Clima de tundra alpina: ETH, se da en los páramos en las zonas a más de 3.000m s. n. m. de altitud de todos los sistemas montañosos del país, temperaturas inferiores a los 10 °C y precipitaciones que oscilan entre 800mm y 2000mm. La vegetación es el páramo o matorral andino, compuestos por frailejones y musgos principalmente. Lugares donde se da: Vetas, Guachucal, Jericó (Boyacá), Páramo de las Hermosas, Páramo de Sumapaz, Páramo de Santurbán, etc.

- Clima gélido de altura o nival: EFH, encontrado en las cumbres de los picos nevados del país, a más de 4.500m s. n. m., temperaturas heladas inferiores a 0 °C, y precipitaciones escasas, con vegetación inexistente. Lugares donde se da: cimas del Nevado del Tolima, Nevado del Huila, Nevado del Ruiz, Nevado del Quindío, Ritacuba Blanco, Pico Simón Bolívar, Pico Cristóbal Colón.

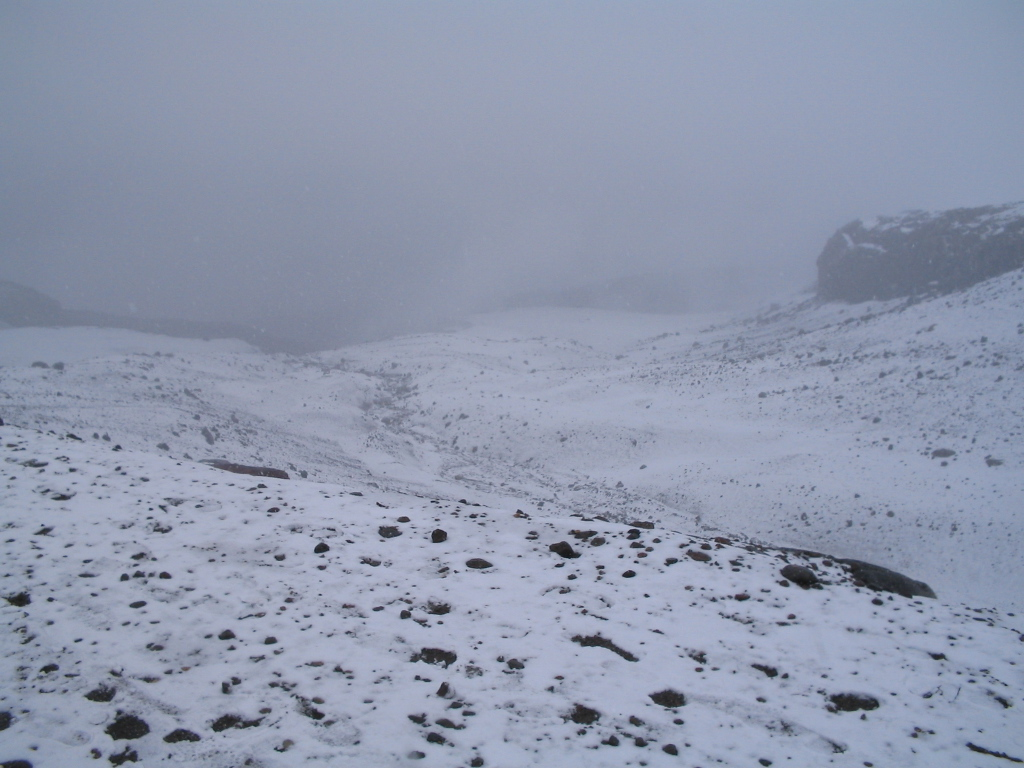
Clima gélido en el Nevado del Ruiz
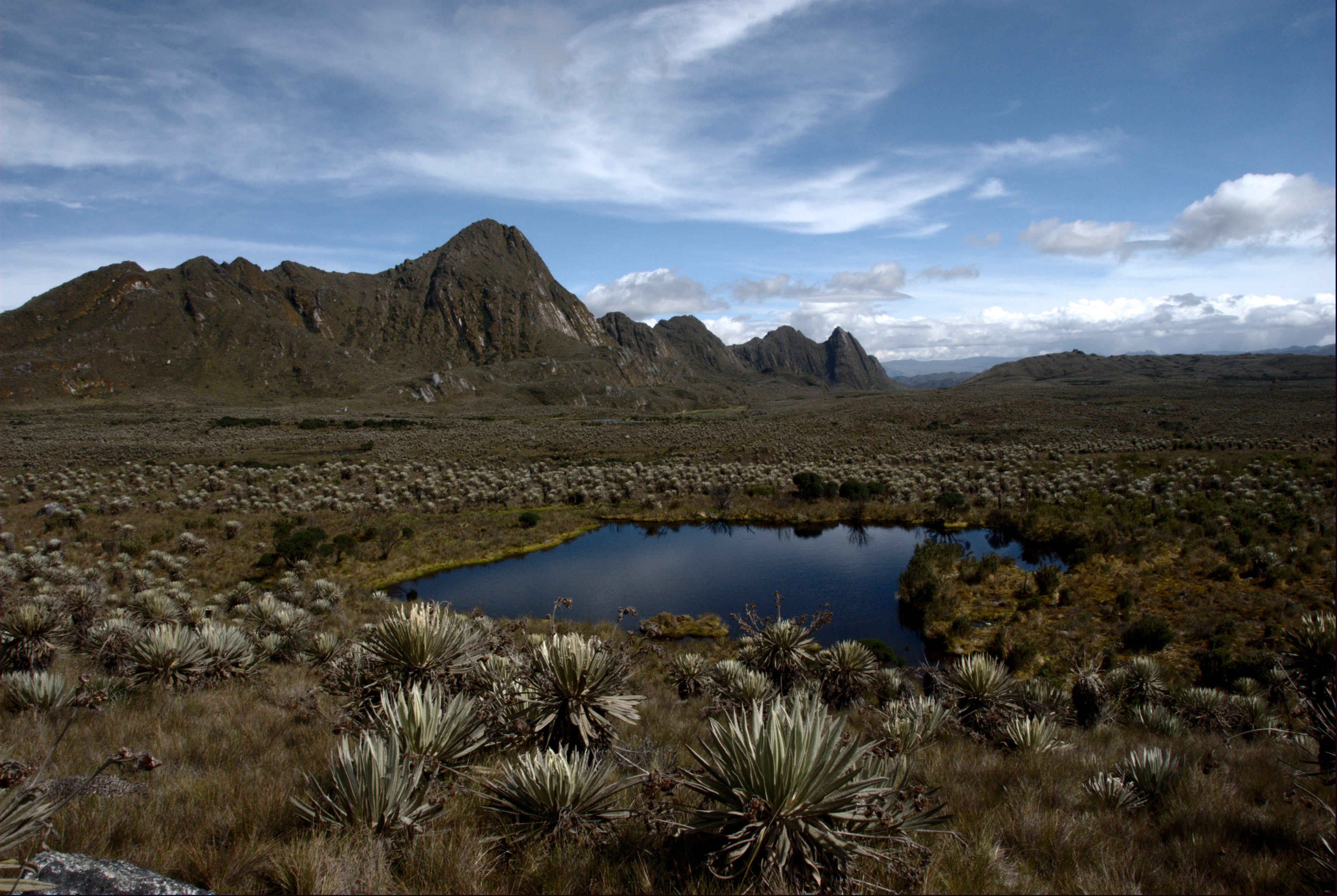
Clima de tundra alpina en el Páramo de Sumapaz
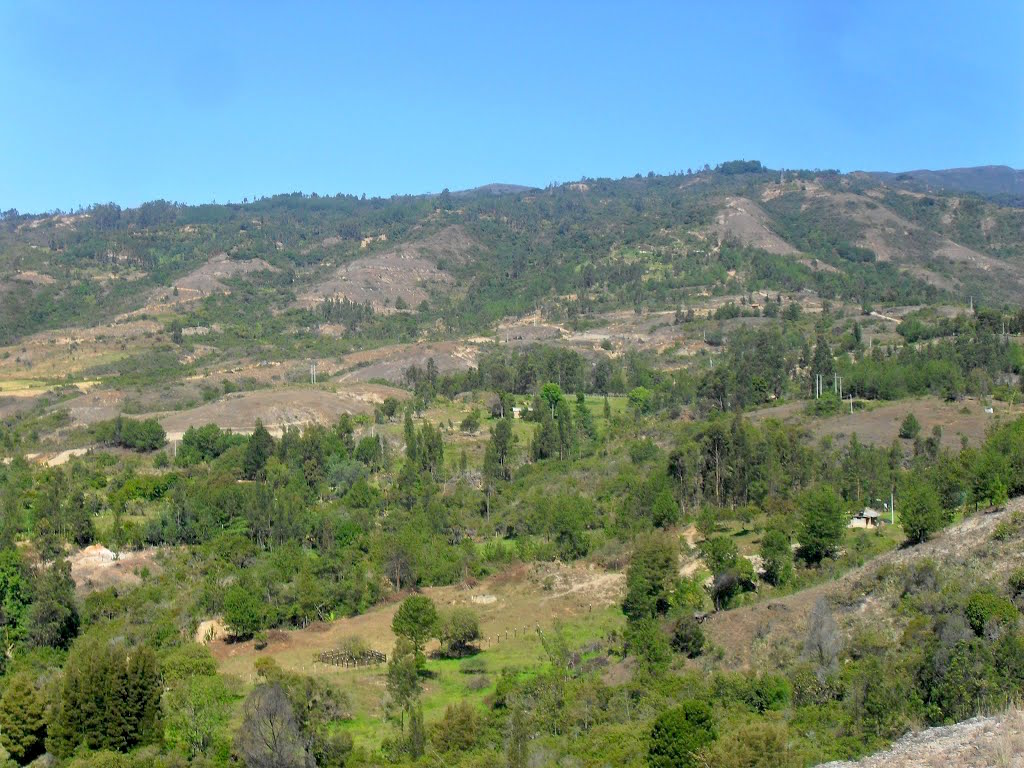
Clima templado de montaña en Boyacá
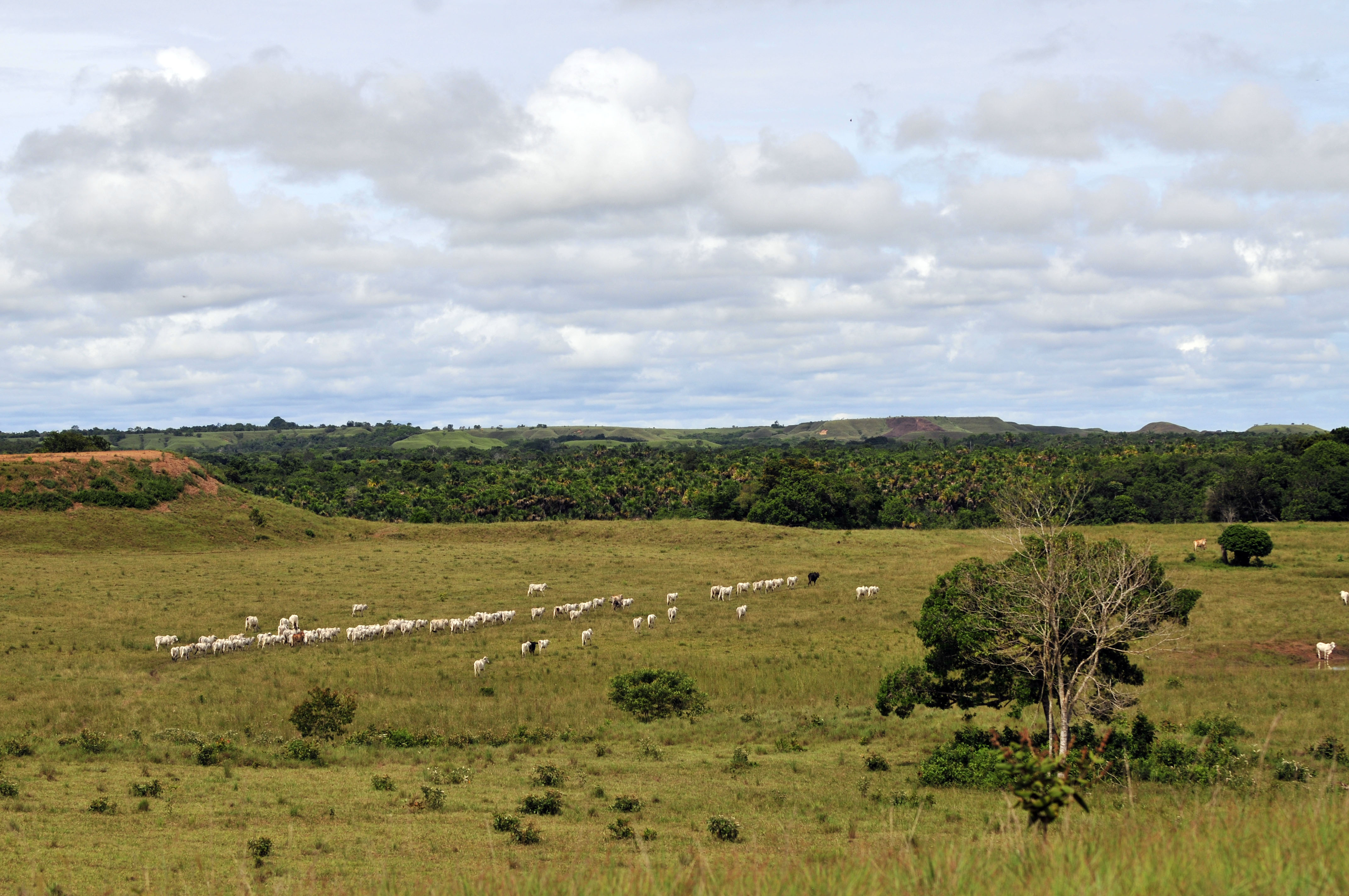
Clima tropical de sabana en los Llanos orientales
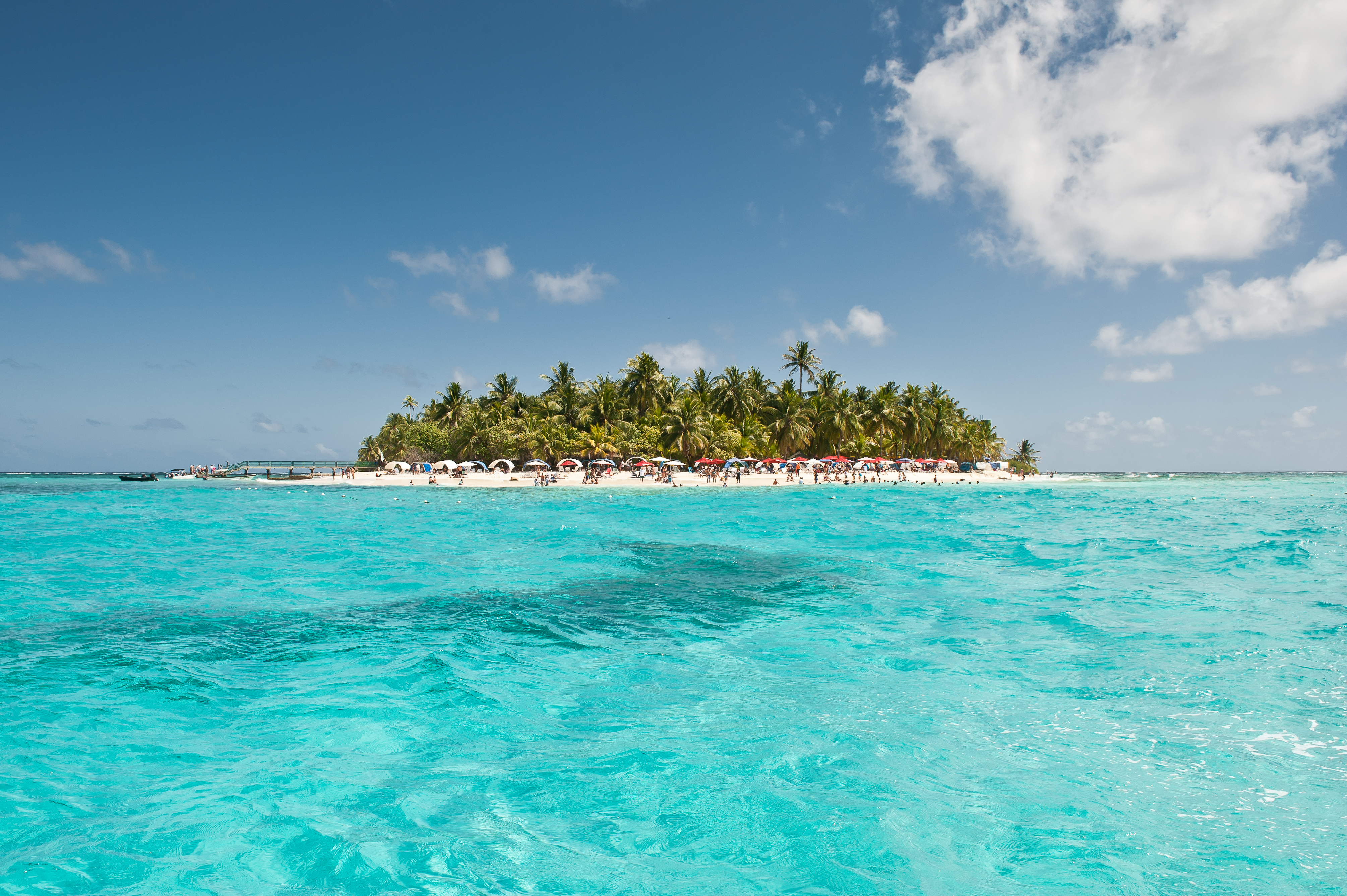
Clima tropical monzónico en San Andrés y Providencia
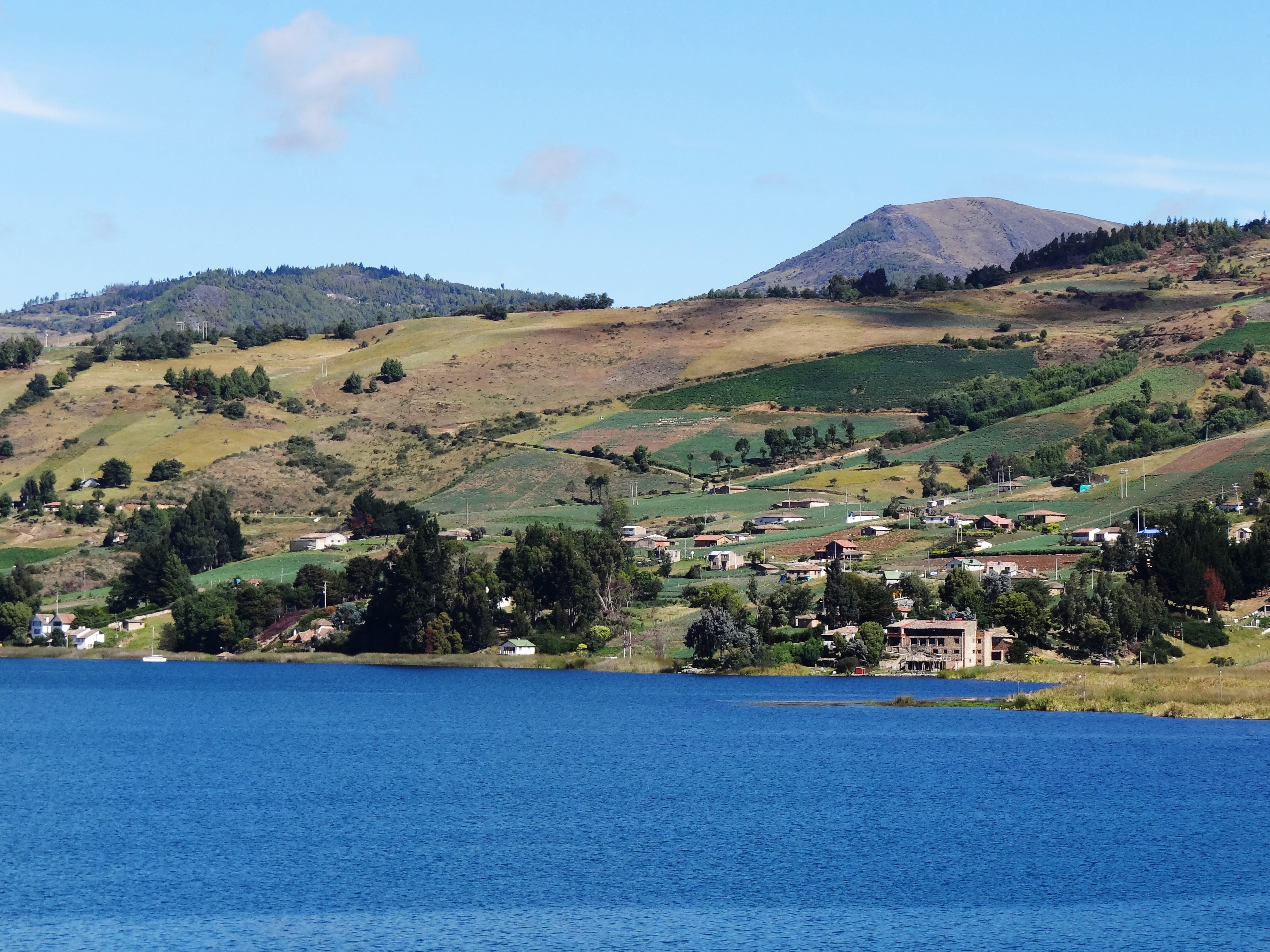
Clima templado de montaña en el Lago de Tota
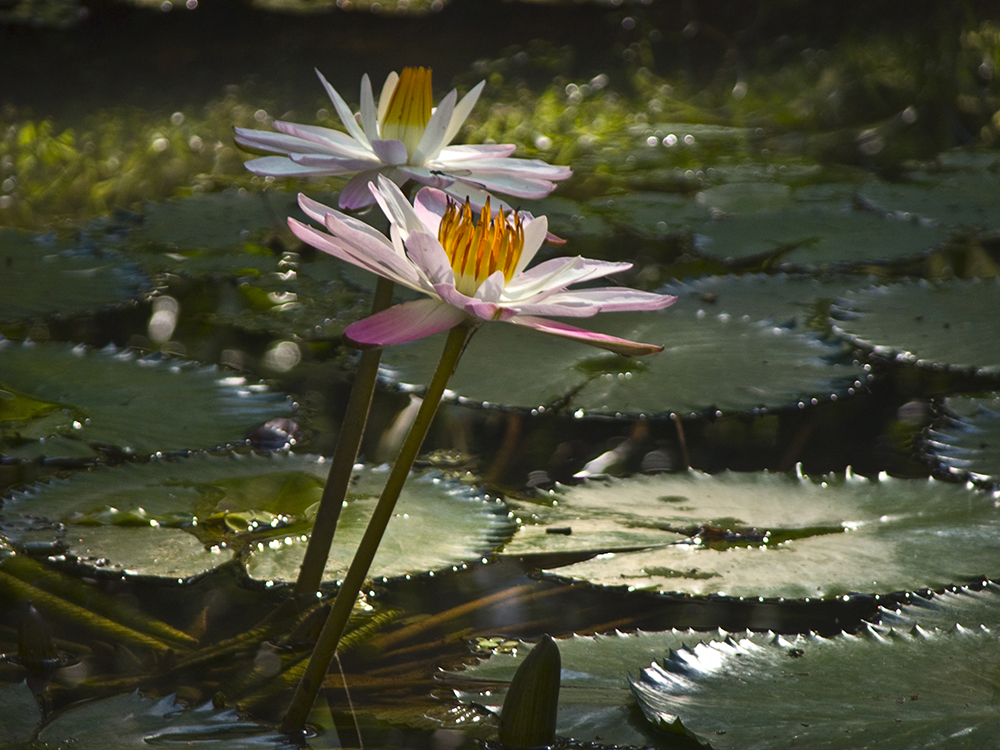
Clima tropical ecuatorial en la Selva Amazonia
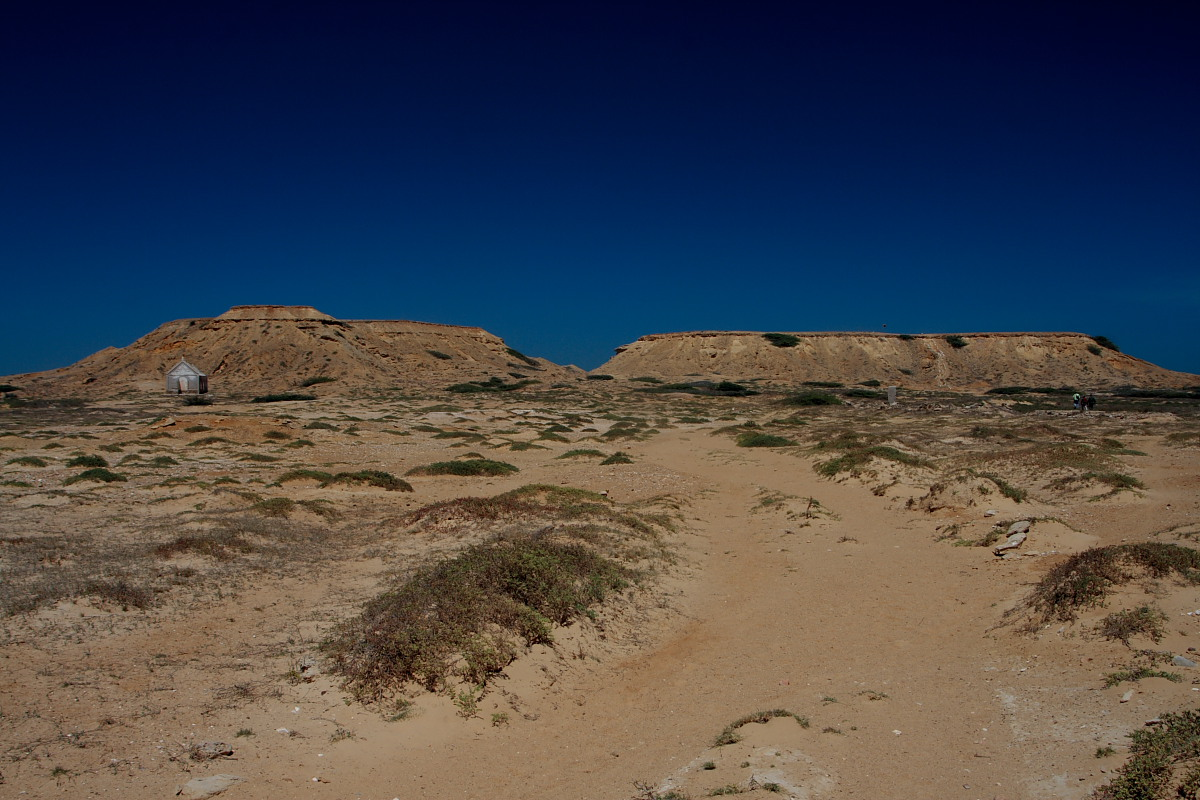
Clima desértico cálido en la Península de La Guajira
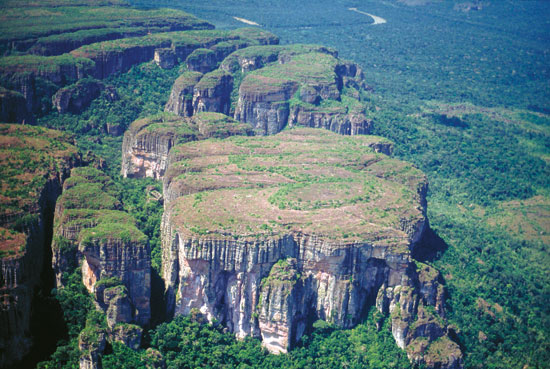
Clima tropical monzónico en los tepuyes de la Sierra de Chiribiquete
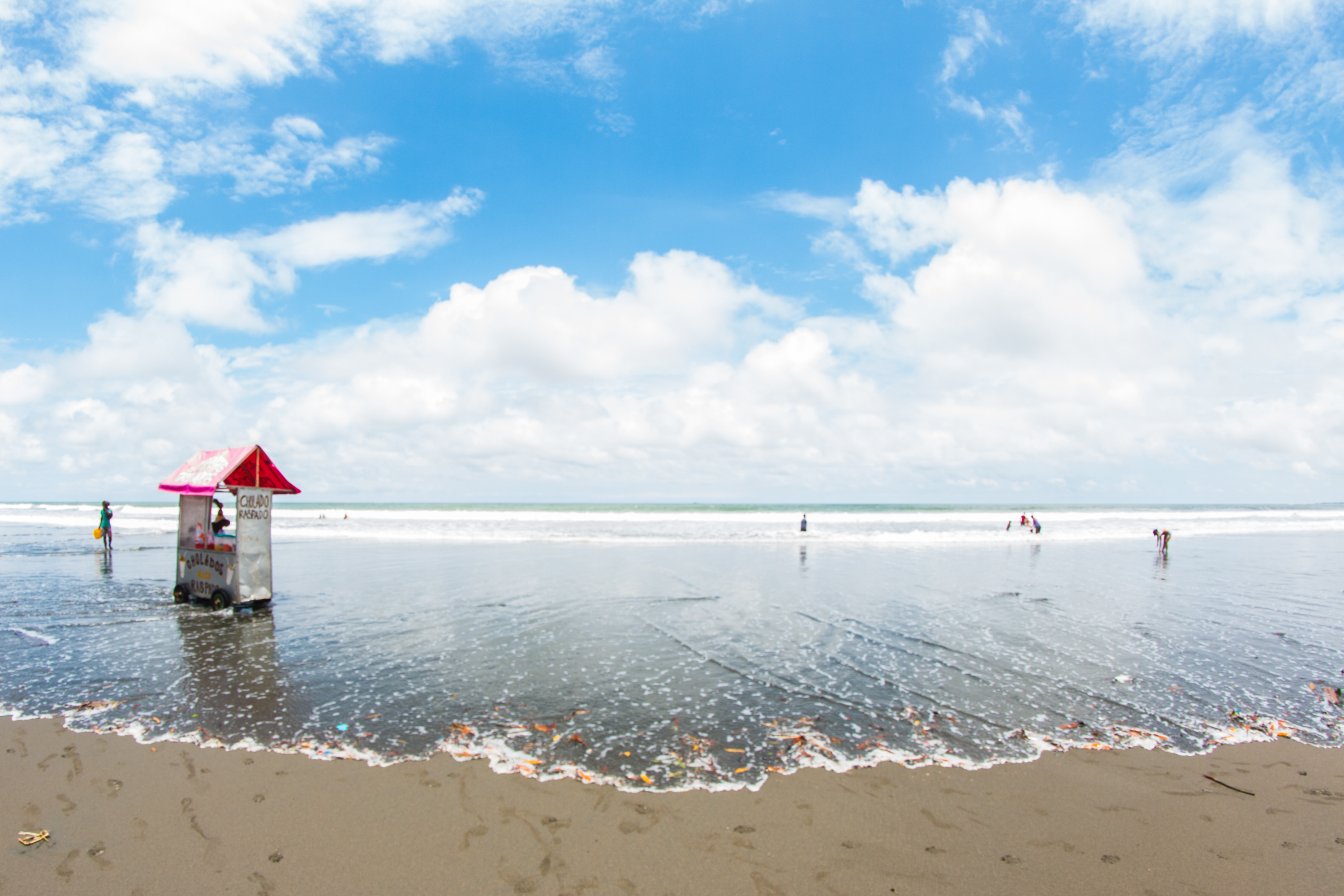
Clima tropical ecuatorial en Ladrilleros, Buenaventura, Valle del Cauca.

## Regiones climáticas
Independientemente del tipoclima de cada lugar, se pueden diferenciar tres zonas principales, conectadas geográficamente o no, con características meteorológicas semejantes, la zona del Caribe y los llanos conforman una macrorregión mayormente sabanera. La Región Andina posee su propia zona climática, la más grande y variada de todas, por último las zonas selváticas del Pacífico y la Amazonía conforman juntas los climas tropicales selváticos.
- Macrorregión sabanera, (caribeño-llanera): Se encuentra en las regiones Caribe y de los Llanos de la Orinoquía. Aisladas geográficamente por la cordillera, pero con características semejantes. Fuera de las alturas de la sierra de Santa Marta donde hay climas templados y fríos, estas llanuras presentan un clima mayormente tropical, generalmente tipo Aw clima tropical de sabana, con temperaturas altas mayores a 23 °C, y dos estaciones definidas, seca y lluviosa, la primera por lo general de mayor duración y acentuación, la segunda algo corta pero intensa. No obstante en la Guajira se presentan los climas secos (árido y semiárido), y tanto en los Llanos como en el Caribe un clima monzónico Am en las zonas de piedemonte y de transición. Son bimodales, a excepción del piedemonte llanero. La bimodal suele tener la estación seca de diciembre a mayo, y de julio a octubre en el Caribe y de noviembre a abril en la Orinoquía, mientras las lluviosas van de marzo a julio en la Orinoquía y de septiembre a diciembre en el Caribe. El área monomodal del piedemonte llanero se caracteriza por una sequía de noviembre a marzo y estación húmeda de mayo a octubre.

- Macrorregión selvática, (Pacífico-Amazonas): Ubicada en las regiones amazónica y pacífica, al igual que la anterior, separadas por el sistema andino. Cuentan con extensas zonas selváticas y semiselváticas con pocas o ninguna interrupción, como la Serranía del Baudó en el Chocó o la Sierra de Chiribiquete en el Amazonas. Suelen ser de precipitaciones constantes sin estación seca, y clima ecuatorial Af, superhúmedos y cálidos todo el año.

- Macrorregión Andina y de valles interandinos: La zona más diversa, ocupa la Región Andina, la más extensa del país. Las zonas bajas como el valle del Magdalena y del Cauca presentan los climas tropicales cálidos como el monzónico Am y el clima tropical de sabana Aw y As. A partir de los 1000m de altitud empiezan los templados de altitud como el húmedo Cfbi y ecuatorial de montaña Csbi, así como los glaciares y de tundra (páramo). Son bimodales (dos estaciones secas y lluviosas intercaladas), la seca principal suele ser de junio a septiembre y la secundaria de diciembre a marzo, mientras que las lluviosas de marzo a mayo y de septiembre a noviembre, esta última por lo general la más intensa.

## Elementos del clima

### Latitud
Colombia tiene una muy baja latitud en todo su territorio, 12º N el punto más septentrional en Punta Gallinas y 4º S el más meridional en Leticia. Por ende se ubica dentro de la zona intertropical.

### Altitud
La altitud es un factor determinante en el clima, sobre todo, en la zona intertropical, donde la temperatura disminuye 5,6 °C por cada 1km (1000m) de altura. Las mayores alturas del país se encuentran en las cordilleras y sistemas montañosos periféricos, donde incluso, hay nevados. Gracias a la altitud Colombia goza de 4 o 5 pisos térmicos definidos: piso térmico cálido, templado, frío, páramo y nieves perpetuas, los que son a veces erróneamente usados como clasificaciones climáticas, pero éstos solo determinan las temperaturas por altitud, de esta forma, algunas ciudades calificadas como frías son en realidad templadas, y algunas templadas son en realidad tropicales en la clasificación de Köppen.

#### Clasificación según pisos térmicos
- Piso térmico cálido o tierra caliente: desde los 0m hasta los 1000m
- Piso térmico templado o tierra templada: desde los 1000m hasta los 2000m
- Piso térmico frío o tierra fría: desde los 2000m hasta los 3000m
- Piso térmico páramo: desde 3000m hasta los 4200m
- Nieves perpetuas: desde los 4200m, zonas y picos nevados.

A su vez existe la zonificación climática Caldas-Lang que subdivide los anteriores según la humedad (Superhúmedo, Húmedo, Semihúmedo, Semiárido, Árido y Desértico), obteniendo así veinticinco tipos climáticos:
- Cálido Superhúmedo (CSH)
- Cálido Húmedo (CH)
- Cálido Semihúmedo (Csh)
- Cálido Semiárido (Csa)
- Cálido Árido (CA)
- Cálido Desértico (CD)
- Templado Superhúmedo (TSH)
- Templado Húmedo (TH)
- Templado Semihúmedo (Tsh)
- Templado Semiárido (Tsa)
- Templado Árido (TA)
- Templado Desértico (TD)
- Frío Superhúmedo (FSH)
- Frío Húmedo (FH)
- Frío Semihúmedo (Fsh)
- Frío Semiárido (Fsa)
- Frío Árido (FA)
- Frío Desértico (FD)
- Páramo Bajo Superhúmedo (PBSH)
- Páramo Bajo Húmedo (PBH)
- Páramo Bajo Semihúmedo (PBsh)
- Páramo Bajo Semiárido (PBsa)
- Páramo Alto Superhúmedo (PASH)
- Páramo Alto Húmedo (PAH)
- Nieves perpetuas (NP)

### Temperatura
Las temperaturas de Colombia están marcadas por sus respectivos pisos térmicos como se ve arriba, gran parte del territorio del país está debajo de los 1000msnm, lo que hace que al estar en la zona tropical las temperaturas medias superen los 23° todo el año en estos sitios. No obstante la presencia de las tres cordilleras y demás sistemas montañosos, hacen que el gradiente térmico varíe bastante, con presencia de temperaturas templadas (17° a 23°) y frías (menos de 17°). Los lugares con mayores temperaturas medias alrededor de 26 °C - 32 °C son el Magdalena Medio, las tierras bajas y cálidas de los Santanderes, los lugares más alejados del mar en la Región Caribe y los Llanos Orientales. Las regiones con menor temperatura están en la Región Andina (según la altitud), con una temperatura media de aproximadamente 9 °C Vetas en el departamento de Santander es el municipio más frío del país.

#### Oscilación térmica
La oscilación térmica (o amplitud térmica) en el país es insignificante a lo largo del año (inferior a 5° en todos los casos) lo que provoca que no hayan estaciones al igual que el resto de la zona tropical y cada lugar se mantenga con una temperatura estable a lo largo del año (isotermia). Conforme a la latitud se define cuanto más varíe, desde alrededor de sólo 1° en las zonas más cercanas a la línea ecuatorial como la Amazonía y el suroccidente del país, hasta el lugar más septentrional en el Desierto de la Guajira el Caribe o los Santanderes donde se presentan amplitudes un poco más altas de alrededor de 2° y 3°. La continentalidad (distancia al mar) no tiene un efecto mayor pero provoca un pequeño aumento de la amplitud térmica en las zonas interiores y más alejadas del mar como el Altiplano Cundiboyacense o los Llanos. Respecto a la amplitud térmica diaria (diferencia de temperatura entre el día y la noche) esta es más relevante y notable, que aumenta conforme a la altitud, situándose entre los 5° y los 15° de diferencia, las temperaturas más altas se registran normalmente a las primeras horas de la tarde o el mediodía, mientras las más frías en la madrugada. 

### Precipitaciones
Colombia es el país más lluvioso del planeta, al presentar una precipitación promedio de 3.240 milímetros anuales de lluvia (aunque desgiualmente repartidas), por lo que es el país más lluvioso del mundo. Los mayores niveles de precipitación en Colombia se registran en la región del Chocó y el litoral pacífico en general, debido al gran volumen de masas de aire húmedo originado en el Océano Pacífico. Penetran al país por el occidente y se acumulan en el flanco occidental de la Cordillera central, produciendo unas precipitaciones de entre 5 000 y 12 000 mm anuales. Además en el amazonas las precipitaciones también son bastante elevadas, casi nunca son inferiores a los 2500 mm anuales. Otras zonas superhúmedas son los piedemontes de las cordilleras y algunos valles. Estas zonas de pluviosidad contrastan con los lugares más secos del país, como los tan sólo 261 mm anuales que en promedio recibe La Guajira.  El municipio más lluvioso del país es López de Micay, zona pacífica del Cauca al presentar promedios de hasta de 15.000 milímetros anuales, mientras el más seco es Uribia en La Guajira, al tener, apenas, 269 milímetros de lluvias anuales.
Las estaciones son sólo pluviales en el país como en toda la zona ecuatorial. En la Región Andina se mantiene un sistema bimodal, donde hay dos estaciones lluviosas intercaladas, entre marzo y mayo y la segunda entre septiembre y diciembre. En la Región Caribe la estación lluviosa es más marcada, de manera monomodal, ocurriendo entre mayo y octubre, algo similar ocurre en los Llanos Orientales. En la Región Pacífica y Amazónica no existe una estación seca definida y por lo tanto las precipitaciones son constantes a lo largo del año.
La estación seca en las zonas de sistema bimodal acontece entre diciembre y marzo y entre junio y septiembre, siendo la principal la de diciembre-marzo en la mayor parte del país, aunque es más relevante la de junio-septiembre en otros sitios, como el sur. En las regiones monomodales el primer trimestre del año, enero-marzo, destaca por su fuerte sequía y escasas lluvias.

### Humedad del aire

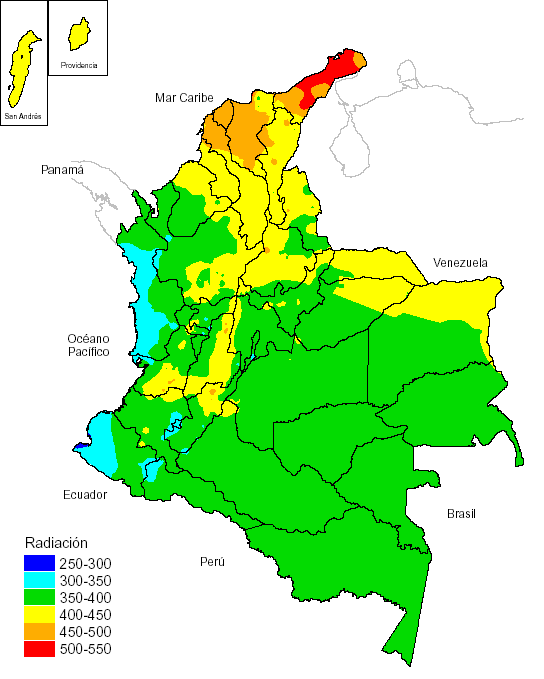
Radiación solar en kWh/m²

Los lugares cálidos, exceptuando a las zonas selváticas, poseen por lo general humedades relativas menores que las zonas más frías, entre 70% y 80% aproximadamente. En la región andina, conforme la altitud, se va incrementando la humedad de la atmósfera, de entre 75% y 90%. Las mayores humedades se encuentran en el Pacífico, donde se sitúa alrededor del 90%, así como en la Amazonía, el valle del Magdalena y el piedemonte llanero. Los lugares con menor humedad en torno al 70% o menos, están en el Caribe, La Guajira, y algunas zonas del Altiplano Cundiboyacense.

### Radiación solar directa
Las zonas que reciben mayor intensidad de radiación solar global en Colombia, superiores a los 5,0 kWh/m² por día son: la Región Caribe, noreste de la Orinoquía, amplios sectores de Meta y Casanare y pequeños sectores de los departamentos de Cauca, Huila, Valle del Cauca, Tolima, Cundinamarca, Boyacá, Los Santanderes, Antioquia y las islas de San Andrés y Providencia. Los valores mayores (entre 5,5 y 6,0 kWh/m² por día y en algunos sitios con valores superiores) se presentan en el departamento de La Guajira, norte y sur del Magdalena, norte de Cesar y reducidos sectores de Atlántico, Bolívar, Sucre y Valle.

## Cartas del clima
| Climograma de Bogotá Csbi | Climograma de Bogotá Csbi | Climograma de Bogotá Csbi | Climograma de Bogotá Csbi | Climograma de Bogotá Csbi | Climograma de Bogotá Csbi | Climograma de Bogotá Csbi | Climograma de Bogotá Csbi | Climograma de Bogotá Csbi | Climograma de Bogotá Csbi | Climograma de Bogotá Csbi | Climograma de Bogotá Csbi |
| --- | ------------------------- | ------------------------- | ------------------------- | ------------------------- | ------------------------- | ------------------------- | ------------------------- | ------------------------- | ------------------------- | ------------------------- | ------------------------- |
| E | F                         | M                         | A                         | M                         | J                         | J                         | A                         | S                         | O                         | N                         | D                         |
| 30 17 6 | 44 18 7                   | 66 20 8                   | 101 20 9                  | 93 20 9                   | 54 21 9                   | 43 20 9                   | 46 20 8                   | 72 19 7                   | 106 19 8                  | 90 19 8                   | 52 18 6                   |
| temperaturas en °C • totales de precipitación en mm |                           |                           |                           |                           |                           |                           |                           |                           |                           |                           |                           |
| Conversión sistema imperial\| E \| F \| M \| A \| M \| J \| J \| A \| S \| O \| N \| D \| \| 1.2 63 42 \| 1.7 65 44 \| 2.6 67 46 \| 4 68 47 \| 3.7 68 48 \| 2.1 69 49 \| 1.7 67 48 \| 1.8 67 47 \| 2.8 67 45 \| 4.2 67 46 \| 3.5 66 46 \| 2 64 43 \| \| temperaturas en °F • totales de precipitación en pulgadas \| \| \| \| \| \| \| \| \| \| \| \| |                           |                           |                           |                           |                           |                           |                           |                           |                           |                           |                           |
| E | F                         | M                         | A                         | M                         | J                         | J                         | A                         | S                         | O                         | N                         | D                         |
| 1.2 63 42 | 1.7 65 44                 | 2.6 67 46                 | 4 68 47                   | 3.7 68 48                 | 2.1 69 49                 | 1.7 67 48                 | 1.8 67 47                 | 2.8 67 45                 | 4.2 67 46                 | 3.5 66 46                 | 2 64 43                   |
| temperaturas en °F • totales de precipitación en pulgadas |                           |                           |                           |                           |                           |                           |                           |                           |                           |                           |                           |

| Climograma de Medellín Am | Climograma de Medellín Am | Climograma de Medellín Am | Climograma de Medellín Am | Climograma de Medellín Am | Climograma de Medellín Am | Climograma de Medellín Am | Climograma de Medellín Am | Climograma de Medellín Am | Climograma de Medellín Am | Climograma de Medellín Am | Climograma de Medellín Am |
| --- | ------------------------- | ------------------------- | ------------------------- | ------------------------- | ------------------------- | ------------------------- | ------------------------- | ------------------------- | ------------------------- | ------------------------- | ------------------------- |
| E | F                         | M                         | A                         | M                         | J                         | J                         | A                         | S                         | O                         | N                         | D                         |
| 76 27 16 | 80 28 17                  | 129 27 17                 | 163 28 17                 | 168 28 18                 | 99 29 18                  | 90 28 18                  | 110 28 17                 | 171 28 17                 | 220 27 17                 | 151 27 17                 | 95 27 16                  |
| temperaturas en °C • totales de precipitación en mm |                           |                           |                           |                           |                           |                           |                           |                           |                           |                           |                           |
| Conversión sistema imperial\| E \| F \| M \| A \| M \| J \| J \| A \| S \| O \| N \| D \| \| 3 80 60 \| 3.1 82 62 \| 5.1 81 63 \| 6.4 82 63 \| 6.6 83 64 \| 3.9 83 65 \| 3.5 83 64 \| 4.3 83 63 \| 6.7 82 62 \| 8.7 80 62 \| 5.9 80 62 \| 3.7 80 62 \| \| temperaturas en °F • totales de precipitación en pulgadas \| \| \| \| \| \| \| \| \| \| \| \| |                           |                           |                           |                           |                           |                           |                           |                           |                           |                           |                           |
| E | F                         | M                         | A                         | M                         | J                         | J                         | A                         | S                         | O                         | N                         | D                         |
| 3 80 60 | 3.1 82 62                 | 5.1 81 63                 | 6.4 82 63                 | 6.6 83 64                 | 3.9 83 65                 | 3.5 83 64                 | 4.3 83 63                 | 6.7 82 62                 | 8.7 80 62                 | 5.9 80 62                 | 3.7 80 62                 |
| temperaturas en °F • totales de precipitación en pulgadas |                           |                           |                           |                           |                           |                           |                           |                           |                           |                           |                           |

| Climograma de Cali As | Climograma de Cali As | Climograma de Cali As | Climograma de Cali As | Climograma de Cali As | Climograma de Cali As | Climograma de Cali As | Climograma de Cali As | Climograma de Cali As | Climograma de Cali As | Climograma de Cali As | Climograma de Cali As |
| --- | --------------------- | --------------------- | --------------------- | --------------------- | --------------------- | --------------------- | --------------------- | --------------------- | --------------------- | --------------------- | --------------------- |
| E | F                     | M                     | A                     | M                     | J                     | J                     | A                     | S                     | O                     | N                     | D                     |
| 52 30 19 | 78 30 20              | 103 30 20             | 122 30 17             | 117 33 19             | 48 34 21              | 28 34 22              | 46 32 21              | 69 28 20              | 114 29 16             | 109 28 19             | 78 30 20              |
| temperaturas en °C • totales de precipitación en mm |                       |                       |                       |                       |                       |                       |                       |                       |                       |                       |                       |
| Conversión sistema imperial\| E \| F \| M \| A \| M \| J \| J \| A \| S \| O \| N \| D \| \| 2 85 67 \| 3.1 86 68 \| 4.1 86 68 \| 4.8 86 62 \| 4.6 91 67 \| 1.9 92 70 \| 1.1 93 71 \| 1.8 89 69 \| 2.7 82 67 \| 4.5 83 62 \| 4.3 83 66 \| 3.1 86 67 \| \| temperaturas en °F • totales de precipitación en pulgadas \| \| \| \| \| \| \| \| \| \| \| \| |                       |                       |                       |                       |                       |                       |                       |                       |                       |                       |                       |
| E | F                     | M                     | A                     | M                     | J                     | J                     | A                     | S                     | O                     | N                     | D                     |
| 2 85 67 | 3.1 86 68             | 4.1 86 68             | 4.8 86 62             | 4.6 91 67             | 1.9 92 70             | 1.1 93 71             | 1.8 89 69             | 2.7 82 67             | 4.5 83 62             | 4.3 83 66             | 3.1 86 67             |
| temperaturas en °F • totales de precipitación en pulgadas |                       |                       |                       |                       |                       |                       |                       |                       |                       |                       |                       |

| Climograma de Barranquilla Aw | Climograma de Barranquilla Aw | Climograma de Barranquilla Aw | Climograma de Barranquilla Aw | Climograma de Barranquilla Aw | Climograma de Barranquilla Aw | Climograma de Barranquilla Aw | Climograma de Barranquilla Aw | Climograma de Barranquilla Aw | Climograma de Barranquilla Aw | Climograma de Barranquilla Aw | Climograma de Barranquilla Aw |
| --- | ----------------------------- | ----------------------------- | ----------------------------- | ----------------------------- | ----------------------------- | ----------------------------- | ----------------------------- | ----------------------------- | ----------------------------- | ----------------------------- | ----------------------------- |
| E | F                             | M                             | A                             | M                             | J                             | J                             | A                             | S                             | O                             | N                             | D                             |
| 6 31 23 | 0 32 24                       | 1 32 24                       | 25 33 25                      | 115 33 25                     | 85 33 25                      | 77 33 25                      | 110 33 25                     | 150 33 24                     | 162 32 24                     | 68 32 23                      | 20 32 23                      |
| temperaturas en °C • totales de precipitación en mm |                               |                               |                               |                               |                               |                               |                               |                               |                               |                               |                               |
| Conversión sistema imperial\| E \| F \| M \| A \| M \| J \| J \| A \| S \| O \| N \| D \| \| 0.2 89 74 \| 0 89 75 \| 0 90 75 \| 1 91 76 \| 4.5 92 77 \| 3.3 92 77 \| 3 91 76 \| 4.3 92 76 \| 5.9 91 76 \| 6.4 90 75 \| 2.7 90 73 \| 0.8 89 73 \| \| temperaturas en °F • totales de precipitación en pulgadas \| \| \| \| \| \| \| \| \| \| \| \| |                               |                               |                               |                               |                               |                               |                               |                               |                               |                               |                               |
| E | F                             | M                             | A                             | M                             | J                             | J                             | A                             | S                             | O                             | N                             | D                             |
| 0.2 89 74 | 0 89 75                       | 0 90 75                       | 1 91 76                       | 4.5 92 77                     | 3.3 92 77                     | 3 91 76                       | 4.3 92 76                     | 5.9 91 76                     | 6.4 90 75                     | 2.7 90 73                     | 0.8 89 73                     |
| temperaturas en °F • totales de precipitación en pulgadas |                               |                               |                               |                               |                               |                               |                               |                               |                               |                               |                               |

| Climograma de Cartagena de Indias Aw | Climograma de Cartagena de Indias Aw | Climograma de Cartagena de Indias Aw | Climograma de Cartagena de Indias Aw | Climograma de Cartagena de Indias Aw | Climograma de Cartagena de Indias Aw | Climograma de Cartagena de Indias Aw | Climograma de Cartagena de Indias Aw | Climograma de Cartagena de Indias Aw | Climograma de Cartagena de Indias Aw | Climograma de Cartagena de Indias Aw | Climograma de Cartagena de Indias Aw |
| --- | ------------------------------------ | ------------------------------------ | ------------------------------------ | ------------------------------------ | ------------------------------------ | ------------------------------------ | ------------------------------------ | ------------------------------------ | ------------------------------------ | ------------------------------------ | ------------------------------------ |
| E | F                                    | M                                    | A                                    | M                                    | J                                    | J                                    | A                                    | S                                    | O                                    | N                                    | D                                    |
| 4 31 24 | 1 31 24                              | 2 31 25                              | 24 31 25                             | 115 31 26                            | 100 32 26                            | 110 32 25                            | 125 32 26                            | 135 31 25                            | 230 31 25                            | 138 31 25                            | 35 31 24                             |
| temperaturas en °C • totales de precipitación en mm |                                      |                                      |                                      |                                      |                                      |                                      |                                      |                                      |                                      |                                      |                                      |
| Conversión sistema imperial\| E \| F \| M \| A \| M \| J \| J \| A \| S \| O \| N \| D \| \| 0.2 87 74 \| 0 87 75 \| 0.1 87 76 \| 0.9 88 77 \| 4.5 88 78 \| 3.9 89 78 \| 4.3 89 78 \| 4.9 89 78 \| 5.3 88 78 \| 9.1 88 77 \| 5.4 88 77 \| 1.4 87 76 \| \| temperaturas en °F • totales de precipitación en pulgadas \| \| \| \| \| \| \| \| \| \| \| \| |                                      |                                      |                                      |                                      |                                      |                                      |                                      |                                      |                                      |                                      |                                      |
| E | F                                    | M                                    | A                                    | M                                    | J                                    | J                                    | A                                    | S                                    | O                                    | N                                    | D                                    |
| 0.2 87 74 | 0 87 75                              | 0.1 87 76                            | 0.9 88 77                            | 4.5 88 78                            | 3.9 89 78                            | 4.3 89 78                            | 4.9 89 78                            | 5.3 88 78                            | 9.1 88 77                            | 5.4 88 77                            | 1.4 87 76                            |
| temperaturas en °F • totales de precipitación en pulgadas |                                      |                                      |                                      |                                      |                                      |                                      |                                      |                                      |                                      |                                      |                                      |

| Climograma de Cúcuta BShx | Climograma de Cúcuta BShx | Climograma de Cúcuta BShx | Climograma de Cúcuta BShx | Climograma de Cúcuta BShx | Climograma de Cúcuta BShx | Climograma de Cúcuta BShx | Climograma de Cúcuta BShx | Climograma de Cúcuta BShx | Climograma de Cúcuta BShx | Climograma de Cúcuta BShx | Climograma de Cúcuta BShx |
| --- | ------------------------- | ------------------------- | ------------------------- | ------------------------- | ------------------------- | ------------------------- | ------------------------- | ------------------------- | ------------------------- | ------------------------- | ------------------------- |
| E | F                         | M                         | A                         | M                         | J                         | J                         | A                         | S                         | O                         | N                         | D                         |
| 30 30 21 | 20 31 22                  | 38 31 22                  | 68 32 23                  | 57 33 23                  | 32 33 24                  | 20 33 24                  | 30 34 24                  | 42 34 23                  | 107 33 23                 | 86 31 22                  | 72 30 22                  |
| temperaturas en °C • totales de precipitación en mm |                           |                           |                           |                           |                           |                           |                           |                           |                           |                           |                           |
| Conversión sistema imperial\| E \| F \| M \| A \| M \| J \| J \| A \| S \| O \| N \| D \| \| 1.2 87 70 \| 0.8 87 71 \| 1.5 88 72 \| 2.7 89 73 \| 2.2 91 74 \| 1.3 91 75 \| 0.8 91 74 \| 1.2 93 75 \| 1.7 93 74 \| 4.2 91 73 \| 3.4 88 72 \| 2.8 86 71 \| \| temperaturas en °F • totales de precipitación en pulgadas \| \| \| \| \| \| \| \| \| \| \| \| |                           |                           |                           |                           |                           |                           |                           |                           |                           |                           |                           |
| E | F                         | M                         | A                         | M                         | J                         | J                         | A                         | S                         | O                         | N                         | D                         |
| 1.2 87 70 | 0.8 87 71                 | 1.5 88 72                 | 2.7 89 73                 | 2.2 91 74                 | 1.3 91 75                 | 0.8 91 74                 | 1.2 93 75                 | 1.7 93 74                 | 4.2 91 73                 | 3.4 88 72                 | 2.8 86 71                 |
| temperaturas en °F • totales de precipitación en pulgadas |                           |                           |                           |                           |                           |                           |                           |                           |                           |                           |                           |

| Climograma de Ibagué Am | Climograma de Ibagué Am | Climograma de Ibagué Am | Climograma de Ibagué Am | Climograma de Ibagué Am | Climograma de Ibagué Am | Climograma de Ibagué Am | Climograma de Ibagué Am | Climograma de Ibagué Am | Climograma de Ibagué Am | Climograma de Ibagué Am | Climograma de Ibagué Am |
| --- | ----------------------- | ----------------------- | ----------------------- | ----------------------- | ----------------------- | ----------------------- | ----------------------- | ----------------------- | ----------------------- | ----------------------- | ----------------------- |
| E | F                       | M                       | A                       | M                       | J                       | J                       | A                       | S                       | O                       | N                       | D                       |
| 76 29 19 | 95 29 19                | 138 29 19               | 203 29 19               | 240 29 19               | 116 30 20               | 76 30 20                | 88 30 19                | 155 29 19               | 212 28 19               | 164 27 19               | 110 28 19               |
| temperaturas en °C • totales de precipitación en mm |                         |                         |                         |                         |                         |                         |                         |                         |                         |                         |                         |
| Conversión sistema imperial\| E \| F \| M \| A \| M \| J \| J \| A \| S \| O \| N \| D \| \| 3 84 66 \| 3.7 84 66 \| 5.4 83 66 \| 8 83 66 \| 9.4 84 66 \| 4.6 86 68 \| 3 85 67 \| 3.5 86 66 \| 6.1 85 66 \| 8.3 82 66 \| 6.5 81 66 \| 4.3 82 65 \| \| temperaturas en °F • totales de precipitación en pulgadas \| \| \| \| \| \| \| \| \| \| \| \| |                         |                         |                         |                         |                         |                         |                         |                         |                         |                         |                         |
| E | F                       | M                       | A                       | M                       | J                       | J                       | A                       | S                       | O                       | N                       | D                       |
| 3 84 66 | 3.7 84 66               | 5.4 83 66               | 8 83 66                 | 9.4 84 66               | 4.6 86 68               | 3 85 67                 | 3.5 86 66               | 6.1 85 66               | 8.3 82 66               | 6.5 81 66               | 4.3 82 65               |
| temperaturas en °F • totales de precipitación en pulgadas |                         |                         |                         |                         |                         |                         |                         |                         |                         |                         |                         |

| Climograma de Bucaramanga Am | Climograma de Bucaramanga Am | Climograma de Bucaramanga Am | Climograma de Bucaramanga Am | Climograma de Bucaramanga Am | Climograma de Bucaramanga Am | Climograma de Bucaramanga Am | Climograma de Bucaramanga Am | Climograma de Bucaramanga Am | Climograma de Bucaramanga Am | Climograma de Bucaramanga Am | Climograma de Bucaramanga Am |
| --- | ---------------------------- | ---------------------------- | ---------------------------- | ---------------------------- | ---------------------------- | ---------------------------- | ---------------------------- | ---------------------------- | ---------------------------- | ---------------------------- | ---------------------------- |
| E | F                            | M                            | A                            | M                            | J                            | J                            | A                            | S                            | O                            | N                            | D                            |
| 90 28 19 | 101 28 19                    | 138 28 19                    | 134 28 20                    | 131 28 20                    | 86 29 20                     | 106 28 19                    | 86 28 19                     | 111 28 19                    | 132 28 19                    | 111 27 18                    | 78 27 18                     |
| temperaturas en °C • totales de precipitación en mm |                              |                              |                              |                              |                              |                              |                              |                              |                              |                              |                              |
| Conversión sistema imperial\| E \| F \| M \| A \| M \| J \| J \| A \| S \| O \| N \| D \| \| 3.5 82 66 \| 4 82 66 \| 5.4 82 67 \| 5.3 82 67 \| 5.2 82 67 \| 3.4 85 69 \| 4.2 83 66 \| 3.4 83 66 \| 4.4 83 66 \| 5.2 82 66 \| 4.4 81 65 \| 3.1 81 64 \| \| temperaturas en °F • totales de precipitación en pulgadas \| \| \| \| \| \| \| \| \| \| \| \| |                              |                              |                              |                              |                              |                              |                              |                              |                              |                              |                              |
| E | F                            | M                            | A                            | M                            | J                            | J                            | A                            | S                            | O                            | N                            | D                            |
| 3.5 82 66 | 4 82 66                      | 5.4 82 67                    | 5.3 82 67                    | 5.2 82 67                    | 3.4 85 69                    | 4.2 83 66                    | 3.4 83 66                    | 4.4 83 66                    | 5.2 82 66                    | 4.4 81 65                    | 3.1 81 64                    |
| temperaturas en °F • totales de precipitación en pulgadas |                              |                              |                              |                              |                              |                              |                              |                              |                              |                              |                              |

| Climograma de Pereira Am | Climograma de Pereira Am | Climograma de Pereira Am | Climograma de Pereira Am | Climograma de Pereira Am | Climograma de Pereira Am | Climograma de Pereira Am | Climograma de Pereira Am | Climograma de Pereira Am | Climograma de Pereira Am | Climograma de Pereira Am | Climograma de Pereira Am |
| --- | ------------------------ | ------------------------ | ------------------------ | ------------------------ | ------------------------ | ------------------------ | ------------------------ | ------------------------ | ------------------------ | ------------------------ | ------------------------ |
| E | F                        | M                        | A                        | M                        | J                        | J                        | A                        | S                        | O                        | N                        | D                        |
| 138 26 16 | 136 26 15                | 198 28 17                | 265 26 15                | 259 27 17                | 151 28 18                | 120 27 17                | 155 26 16                | 190 26 17                | 272 26 17                | 260 25 16                | 167 24 15                |
| temperaturas en °C • totales de precipitación en mm |                          |                          |                          |                          |                          |                          |                          |                          |                          |                          |                          |
| Conversión sistema imperial\| E \| F \| M \| A \| M \| J \| J \| A \| S \| O \| N \| D \| \| 5.4 79 60 \| 5.4 79 59 \| 7.8 83 62 \| 10 79 59 \| 10 81 63 \| 5.9 82 64 \| 4.7 80 62 \| 6.1 79 60 \| 7.5 78 62 \| 11 78 62 \| 10 77 60 \| 6.6 76 59 \| \| temperaturas en °F • totales de precipitación en pulgadas \| \| \| \| \| \| \| \| \| \| \| \| |                          |                          |                          |                          |                          |                          |                          |                          |                          |                          |                          |
| E | F                        | M                        | A                        | M                        | J                        | J                        | A                        | S                        | O                        | N                        | D                        |
| 5.4 79 60 | 5.4 79 59                | 7.8 83 62                | 10 79 59                 | 10 81 63                 | 5.9 82 64                | 4.7 80 62                | 6.1 79 60                | 7.5 78 62                | 11 78 62                 | 10 77 60                 | 6.6 76 59                |
| temperaturas en °F • totales de precipitación en pulgadas |                          |                          |                          |                          |                          |                          |                          |                          |                          |                          |                          |

| Climograma de Manizales Csbi | Climograma de Manizales Csbi | Climograma de Manizales Csbi | Climograma de Manizales Csbi | Climograma de Manizales Csbi | Climograma de Manizales Csbi | Climograma de Manizales Csbi | Climograma de Manizales Csbi | Climograma de Manizales Csbi | Climograma de Manizales Csbi | Climograma de Manizales Csbi | Climograma de Manizales Csbi |
| --- | ---------------------------- | ---------------------------- | ---------------------------- | ---------------------------- | ---------------------------- | ---------------------------- | ---------------------------- | ---------------------------- | ---------------------------- | ---------------------------- | ---------------------------- |
| E | F                            | M                            | A                            | M                            | J                            | J                            | A                            | S                            | O                            | N                            | D                            |
| 98 22 11 | 91 22 12                     | 134 23 12                    | 167 23 12                    | 154 24 13                    | 92 22 12                     | 64 22 12                     | 74 22 12                     | 140 21 12                    | 188 21 12                    | 164 21 12                    | 125 20 12                    |
| temperaturas en °C • totales de precipitación en mm |                              |                              |                              |                              |                              |                              |                              |                              |                              |                              |                              |
| Conversión sistema imperial\| E \| F \| M \| A \| M \| J \| J \| A \| S \| O \| N \| D \| \| 3.9 72 52 \| 3.6 72 53 \| 5.3 73 54 \| 6.6 74 54 \| 6.1 74 55 \| 3.6 72 54 \| 2.5 71 54 \| 2.9 71 54 \| 5.5 70 54 \| 7.4 69 53 \| 6.5 69 53 \| 4.9 69 53 \| \| temperaturas en °F • totales de precipitación en pulgadas \| \| \| \| \| \| \| \| \| \| \| \| |                              |                              |                              |                              |                              |                              |                              |                              |                              |                              |                              |
| E | F                            | M                            | A                            | M                            | J                            | J                            | A                            | S                            | O                            | N                            | D                            |
| 3.9 72 52 | 3.6 72 53                    | 5.3 73 54                    | 6.6 74 54                    | 6.1 74 55                    | 3.6 72 54                    | 2.5 71 54                    | 2.9 71 54                    | 5.5 70 54                    | 7.4 69 53                    | 6.5 69 53                    | 4.9 69 53                    |
| temperaturas en °F • totales de precipitación en pulgadas |                              |                              |                              |                              |                              |                              |                              |                              |                              |                              |                              |

| Climograma de Pasto Csbi | Climograma de Pasto Csbi | Climograma de Pasto Csbi | Climograma de Pasto Csbi | Climograma de Pasto Csbi | Climograma de Pasto Csbi | Climograma de Pasto Csbi | Climograma de Pasto Csbi | Climograma de Pasto Csbi | Climograma de Pasto Csbi | Climograma de Pasto Csbi | Climograma de Pasto Csbi |
| --- | ------------------------ | ------------------------ | ------------------------ | ------------------------ | ------------------------ | ------------------------ | ------------------------ | ------------------------ | ------------------------ | ------------------------ | ------------------------ |
| E | F                        | M                        | A                        | M                        | J                        | J                        | A                        | S                        | O                        | N                        | D                        |
| 111 17 10 | 111 17 10                | 125 17 10                | 137 18 10                | 108 18 10                | 59 19 10                 | 26 18 9                  | 39 17 9                  | 61 17 10                 | 166 17 9                 | 185 17 10                | 145 17 10                |
| temperaturas en °C • totales de precipitación en mm |                          |                          |                          |                          |                          |                          |                          |                          |                          |                          |                          |
| Conversión sistema imperial\| E \| F \| M \| A \| M \| J \| J \| A \| S \| O \| N \| D \| \| 4.4 62 49 \| 4.4 62 49 \| 4.9 63 50 \| 5.4 64 50 \| 4.3 65 50 \| 2.3 65 50 \| 1 64 49 \| 1.5 63 49 \| 2.4 63 49 \| 6.5 63 49 \| 7.3 63 49 \| 5.7 62 49 \| \| temperaturas en °F • totales de precipitación en pulgadas \| \| \| \| \| \| \| \| \| \| \| \| |                          |                          |                          |                          |                          |                          |                          |                          |                          |                          |                          |
| E | F                        | M                        | A                        | M                        | J                        | J                        | A                        | S                        | O                        | N                        | D                        |
| 4.4 62 49 | 4.4 62 49                | 4.9 63 50                | 5.4 64 50                | 4.3 65 50                | 2.3 65 50                | 1 64 49                  | 1.5 63 49                | 2.4 63 49                | 6.5 63 49                | 7.3 63 49                | 5.7 62 49                |
| temperaturas en °F • totales de precipitación en pulgadas |                          |                          |                          |                          |                          |                          |                          |                          |                          |                          |                          |

| Climograma de Popayán Csbi | Climograma de Popayán Csbi | Climograma de Popayán Csbi | Climograma de Popayán Csbi | Climograma de Popayán Csbi | Climograma de Popayán Csbi | Climograma de Popayán Csbi | Climograma de Popayán Csbi | Climograma de Popayán Csbi | Climograma de Popayán Csbi | Climograma de Popayán Csbi | Climograma de Popayán Csbi |
| --- | -------------------------- | -------------------------- | -------------------------- | -------------------------- | -------------------------- | -------------------------- | -------------------------- | -------------------------- | -------------------------- | -------------------------- | -------------------------- |
| E | F                          | M                          | A                          | M                          | J                          | J                          | A                          | S                          | O                          | N                          | D                          |
| 199 24 12 | 175 24 13                  | 216 25 14                  | 200 25 14                  | 170 25 14                  | 75 26 15                   | 54 25 14                   | 65 24 15                   | 122 24 13                  | 252 24 13                  | 338 23 13                  | 250 23 12                  |
| temperaturas en °C • totales de precipitación en mm |                            |                            |                            |                            |                            |                            |                            |                            |                            |                            |                            |
| Conversión sistema imperial\| E \| F \| M \| A \| M \| J \| J \| A \| S \| O \| N \| D \| \| 7.8 75 54 \| 6.9 76 55 \| 8.5 76 56 \| 7.9 77 57 \| 6.7 78 57 \| 3 78 59 \| 2.1 77 57 \| 2.6 75 58 \| 4.8 75 56 \| 9.9 75 56 \| 13 74 55 \| 9.8 73 54 \| \| temperaturas en °F • totales de precipitación en pulgadas \| \| \| \| \| \| \| \| \| \| \| \| |                            |                            |                            |                            |                            |                            |                            |                            |                            |                            |                            |
| E | F                          | M                          | A                          | M                          | J                          | J                          | A                          | S                          | O                          | N                          | D                          |
| 7.8 75 54 | 6.9 76 55                  | 8.5 76 56                  | 7.9 77 57                  | 6.7 78 57                  | 3 78 59                    | 2.1 77 57                  | 2.6 75 58                  | 4.8 75 56                  | 9.9 75 56                  | 13 74 55                   | 9.8 73 54                  |
| temperaturas en °F • totales de precipitación en pulgadas |                            |                            |                            |                            |                            |                            |                            |                            |                            |                            |                            |

| Climograma de Villavicencio Am | Climograma de Villavicencio Am | Climograma de Villavicencio Am | Climograma de Villavicencio Am | Climograma de Villavicencio Am | Climograma de Villavicencio Am | Climograma de Villavicencio Am | Climograma de Villavicencio Am | Climograma de Villavicencio Am | Climograma de Villavicencio Am | Climograma de Villavicencio Am | Climograma de Villavicencio Am |
| --- | ------------------------------ | ------------------------------ | ------------------------------ | ------------------------------ | ------------------------------ | ------------------------------ | ------------------------------ | ------------------------------ | ------------------------------ | ------------------------------ | ------------------------------ |
| E | F                              | M                              | A                              | M                              | J                              | J                              | A                              | S                              | O                              | N                              | D                              |
| 64 33 22 | 129 35 22                      | 227 35 23                      | 526 34 22                      | 627 36 23                      | 522 34 23                      | 439 33 23                      | 416 33 22                      | 396 36 24                      | 470 35 22                      | 411 34 23                      | 157 34 22                      |
| temperaturas en °C • totales de precipitación en mm |                                |                                |                                |                                |                                |                                |                                |                                |                                |                                |                                |
| Conversión sistema imperial\| E \| F \| M \| A \| M \| J \| J \| A \| S \| O \| N \| D \| \| 2.5 92 71 \| 5.1 95 71 \| 8.9 95 73 \| 21 93 72 \| 25 96 73 \| 21 94 74 \| 17 92 74 \| 16 92 72 \| 16 96 76 \| 19 94 71 \| 16 93 73 \| 6.2 93 71 \| \| temperaturas en °F • totales de precipitación en pulgadas \| \| \| \| \| \| \| \| \| \| \| \| |                                |                                |                                |                                |                                |                                |                                |                                |                                |                                |                                |
| E | F                              | M                              | A                              | M                              | J                              | J                              | A                              | S                              | O                              | N                              | D                              |
| 2.5 92 71 | 5.1 95 71                      | 8.9 95 73                      | 21 93 72                       | 25 96 73                       | 21 94 74                       | 17 92 74                       | 16 92 72                       | 16 96 76                       | 19 94 71                       | 16 93 73                       | 6.2 93 71                      |
| temperaturas en °F • totales de precipitación en pulgadas |                                |                                |                                |                                |                                |                                |                                |                                |                                |                                |                                |